# عبد الله فتاي
عبد الله فتاي (بالإنجليزية: Abdulla Baba Fatadi)، من مواليد 1986، لاعب كرة قدم بحريني من أصل نيجيري.
يمتاز بالمهارة والتسديدات الرائعة ومكون ثنائي رائع مع زميلة جيسي جون.
لعب في نادي اتحاد كلبا في الدوري الإماراتي وكان يلعب في نادي المحرق البحريني.
انتقل إلى نادي القادسية السعودي في 23/1/2011
يلعب حالياً لنادي الشعلة السعودي

## وصلات خارجية
- عبد الله فتاي على موقع ناشيونال فوتبول تيمز (الإنجليزية)
- عبد الله فتاي على موقع Soccerway.com (الإنجليزية)